# غار بیجنوند
غار بیجنوند مربوط به دوره کالکولیتیک (مس‌سنگی) است و در شهرستان چرداول، بخش مرکزی، دهستان شباب، روستای بیجنوند واقع شده است. این اثر در تاریخ ۳۰ دی ۱۳۸۵ با شمارهٔ ثبت ۱۶۸۸۹ به عنوان یکی از آثار ملی ایران به ثبت رسیده است.